# Nordostdeutscher Handball-Verband
Der Nordostdeutsche Handball-Verband (NOHV) war ein Regionalverband im Deutschen Handballbund (DHB) und bestand aus den Landesverbänden Schleswig-Holstein, Hamburg, Mecklenburg-Vorpommern, Berlin und Brandenburg. 

## Geschichte
Der Nordostdeutsche Handball-Verband wurde am 29. Februar 1992 im Festsaal des Rathauses Charlottenburg in Berlin gegründet und nahm innerhalb der Struktur des DHB den Platz ein, den der Handballverband Berlin bis dahin innehatte. Zum 30. Juni 2012 wurde der NOHV aufgelöst.
Anders als im Fußball wurde nach der Wiedervereinigung nicht der komplette Verband der DDR zu einem einzigen Landesverband umgewandelt. Der Deutsche Handballverband (DHV) der DDR wurde vielmehr in fünf Landesverbände aufgeteilt, welche dann auf vier Regionalverbände aufgeteilt wurden. Der NOHV wurde in diesem Zuge neu gegründet. Ihm traten neben den beiden ostdeutschen Verbänden auch die bisher zum Norddeutschen HV gehörigen Landesverbände Schleswig-Holstein und Hamburg bei. Der Handballverband Berlin verlor damit seinen vorherigen Doppelstatus als Regional- und Landesverband.
Die höchste Spielklasse war die Handball-Regionalliga Nordost, welche auch die einzige direkt vom NOHV betreute Liga darstellte. Die tieferen Spielklassen fielen in den Zuständigkeitsbereich der Landesverbände und deren Kreise, darüber befanden sich die sich selbst verwaltenden Bundesligen. Die erstplatzierte Mannschaft der Regionalliga Nordost stiegen in die 2. Bundesliga auf, die Oberligameister der Landesverbände kamen neu in die Regionalliga.
Kurzfristig war im Jahr 2004 in der Diskussion, ob die beiden HV Schleswig-Holstein und Hamburg wieder in den Regionalverband Nord wechseln sollten. Dafür sollte aus diesem der LV Sachsen-Anhalt in den NOHV wechseln. Die beiden fraglichen Landesverbände lehnten einen Wechsel jedoch ab. Hintergrund der Diskussion war eine vermeintlich homogenere Zusammensetzung der Regionalligen, die zur Saison 2005/06 neu strukturiert wurden, da eine von allen fünf Regionalverbänden gemeinsam betriebene Staffel (Mitte) nach sechs Jahren wegfiel und dadurch die Reiseentfernungen in der Regionalliga wieder größer wurden.

## Nordostdeutsche Meister
| Männer - 1992/1993 TSV Altenholz - 1993/1994 HSG Tarp-Wanderup - 1994/1995 TSV Altenholz - 1995/1996 1. SV Eberswalde - 1996/1997 TSV Ellerbek - 1997/1998 Stralsunder HV - 1998/1999 HSG Tarp-Wanderup - 1999/2000 USV Cottbus - 2000/2001 SG Flensburg-Handewitt II - 2001/2002 Reinickendorfer Füchse - 2002/2003 SG Flensburg-Handewitt II - 2003/2004 HSV BW Insel Usedom - 2004/2005 HC Empor Rostock - 2005/2006 1. VfL Potsdam - 2006/2007 LHC Cottbus - 2007/2008 VfL Bad Schwartau - 2008/2009 1. VfL Potsdam - 2009/2010 Reinickendorfer Füchse | Frauen - 1992/1993 Wandsbeker MTV - 1993/1994 Marner TV - 1994/1995 Oldenburger SV - 1995/1996 Hamburger Turnerschaft von 1816 - 1996/1997 VfL Bad Schwartau - 1997/1998 SG Tasmania/TuS Neukölln - 1998/1999 TSV Ellerbek - 1999/2000 HSG Berliner TSC/Olympia - 2000/2001 SC Buntekuh - 2001/2002 SG Harburg - 2002/2003 SG Handball Rosengarten - 2003/2004 TSV Travemünde - 2004/2005 Eidelstedter SV - 2005/2006 TSV Nord Harrislee - 2006/2007 MTV 1860 Altlandsberg - 2007/2008 SG RHC/PSV Rostock - 2008/2009 Reinickendorfer Füchse - 2009/2010 MTV 1860 Altlandsberg |

## Nordostdeutsche Nachwuchsmeister
| Männliche A-Jugend - 1992/1993 SV Post Schwerin - 1993/1994 TSV Rudow 1888 - 1994/1995 THW Kiel - 1995/1996 TSV Rudow 1888 - 1996/1997 THW Kiel - 1997/1998 THW Kiel - 1998/1999 SV Post Schwerin - 1999/2000 HC Empor Rostock - 2000/2001 SG TMBW Berlin - 2001/2002 SG Polizei SV/VfL Tegel - 2002/2003 SG Polizei SV/VfL Tegel - 2003/2004 Berliner FC Preußen - 2004/2005 VfL Bad Schwartau - 2005/2006 SV Post Schwerin - 2006/2007 SG Spandau/Füchse - 2007/2008 SG Spandau/Füchse - 2008/2009 HSG Schülp/Westerrönfeld - 2009/2010 1. VfL Potsdam - 2010/2011 SG Spandau/Füchse | Weibliche A-Jugend - 1992/1993 Berliner TSC - 1993/1994 HSG Tarp-Wanderup - 1994/1995 HC Empor Rostock - 1995/1996 HC Empor Rostock - 1996/1997 TuS Neukölln - 1997/1998 SG Tasmania/TuS Neukölln - 1998/1999 SV Fortuna ’50 Neubrandenburg - 1999/2000 HC Empor Rostock - 2000/2001 HC Empor Rostock - 2001/2002 HC Empor Rostock - 2002/2003 Polizei SV Rostock - 2003/2004 Frankfurter HC - 2004/2005 Frankfurter HC - 2005/2006 Polizei SV Rostock - 2006/2007 SV Fortuna '50 Neubrandenburg - 2007/2008 TSG Wismar - 2008/2009 Buxtehuder SV - 2009/2010 SG Oeversee-Jarplund-Weding - 2010/2011 SV Todesfelde |

## Jugend-Regionalliga
Der NOHV betrieb für die A-Jugend eine Regionalliga für Jungen und Mädchen. Für die jüngeren Jahrgänge B- und C-Jugend wurde eine Meisterschaft in Turnierform ausgetragen, an der die Meister der Oberligen teilnahmen.